# Journal of Refractive Surgery
Journal of Refractive Surgery (skrót: J Refract Surg) – naukowe czasopismo okulistyczne wydawane w Stanach Zjednoczonych od 1985. Specjalizuje się w chirurgii refrakcyjnej (procedurach medycznych modyfikujących stan refrakcji oka). Oficjalny organ International Society of Refractive Surgery (Międzynarodowego Towarzystwa Chirurgii Refrakcyjnej), która jest organizacją partnerską Amerykańskiej Akademii Okulistyki.
Periodyk na przestrzeni lat zmieniał swoją nazwę i ukazywał się kolejno jako: „Journal of Refractive Surgery" (1985-1988, ISSN 0883-0444), „Refractive & Corneal Surgery" (1989-1993, ISSN 1042-962X), „Journal of Refractive & Corneal Surgery" (1994, ISSN 1081-0803) i od 1995 jako „Journal of Refractive Surgery". Czasopismo jest recenzowane i publikuje co miesiąc wysoko specjalistyczne prace oryginalne, przeglądy oraz ewaluacje dotyczące procedur chirurgii refrakcyjnej.
Redaktorem naczelnym (ang. editor-in-chief) „Journal of Refractive Surgery" jest J. Bradley Randleman z Keck School of Medicine Uniwersytetu Południowej Kalifornii oraz Roski Eye Institute w Los Angeles. W skład rady redakcyjnej (ang. editorial board) czasopisma wchodzą głównie profesorowie okulistyki z różnych ośrodków akademickich w USA oraz - w mniejszej liczbie - także z innych państw.
Pismo ma współczynnik wpływu impact factor (IF) wynoszący 3,709 (2016). W międzynarodowym rankingu SCImago Journal Rank (SJR) mierzącym znaczenie poszczególnych czasopism naukowych „Journal of Refractive Surgery" zostało w 2018 sklasyfikowane na 12. miejscu wśród czasopism okulistycznych. W polskich wykazach czasopism punktowanych przez Ministerstwo Nauki i Szkolnictwa Wyższego czasopismo otrzymało kolejno: 35 pkt (2013-2014), 40 pkt (2015-2016) oraz 100 pkt (2019).
Czasopismo jest indeksowane m.in. w MEDLINE/PubMed, Scopus, EMBase, ProQuest, Current Contents/Clinical Medicine, Science Citation Index oraz Journal Citation Reports.